# Bhogaparthi, Chik Ballapur
Bhogaparthi là một làng thuộc tehsil Chik Ballapur, huyện Kolar, bang Karnataka, Ấn Độ.